# Classement Glicko
Le classement Glicko et le classement Glicko-2 sont des méthodes de mesure de la force de joueurs dans les jeux de réflexion tels les échecs ou le go. Le classement Glicko a été inventé par le professeur Mark Glickman dans le but d'améliorer le système de classement Elo, et d'abord comme système d'évaluation de la force aux échecs. Sa caractéristique principale est de tenir compte de la fiabilité du classement avec un paramètre RD (pour rating deviation, écart type du classement).
Les deux systèmes Glicko et Glicko-2 appartiennent au domaine public et sont utilisés par des serveurs de jeu en ligne comme FICS et Lichess. Les formules employées se trouvent sur le site officiel.
Le paramètre RD est une mesure de la fiabilité du classement. Par exemple, un joueur avec un classement de 1500 et un RD de 50 aura une force réelle comprise entre 1400 et 1600 avec une probabilité de 95 %. La variation de classement après une partie dépendra aussi des RD respectifs : si son propre RD est faible et celui de l'adversaire est élevé, le changement sera moindre, car le classement de l'adversaire n'est pas connu avec beaucoup de précision et ne reflète peut-être pas correctement sa force réelle.
Le paramètre RD décroit après chaque partie jouée, et augmente après une période d'inactivité.
Le système Glicko-2 est une amélioration du système Glicko et tient compte de la volatilité du classement. Une version légèrement modifiée du classement Glicko-2 est utilisée par la Fédération australienne des échecs.